# Kňaží stôl
Kňaží stôl je přírodní rezervace v katastrálních územích obcí Ľutov a Trebichava v okrese Bánovce nad Bebravou v Trenčínském kraji na Slovensku. Území bylo vyhlášeno v roce 1988 a jeho rozloha je 88,31 hektaru. Předmětem ochrany jsou přirozené bučiny, xerotermní doubravy, stepní a lesostepní společenstva Strážovských vrchů s ohroženými a chráněnými druhy rostlin a živočichů.